# موشاتاغ
موشاتاغ (ارمنی: Մոշաթաղ) یک روستا در جمهوری آرتساخ است که در استان کاشاتاق واقع شده‌است.